# Toxinologia

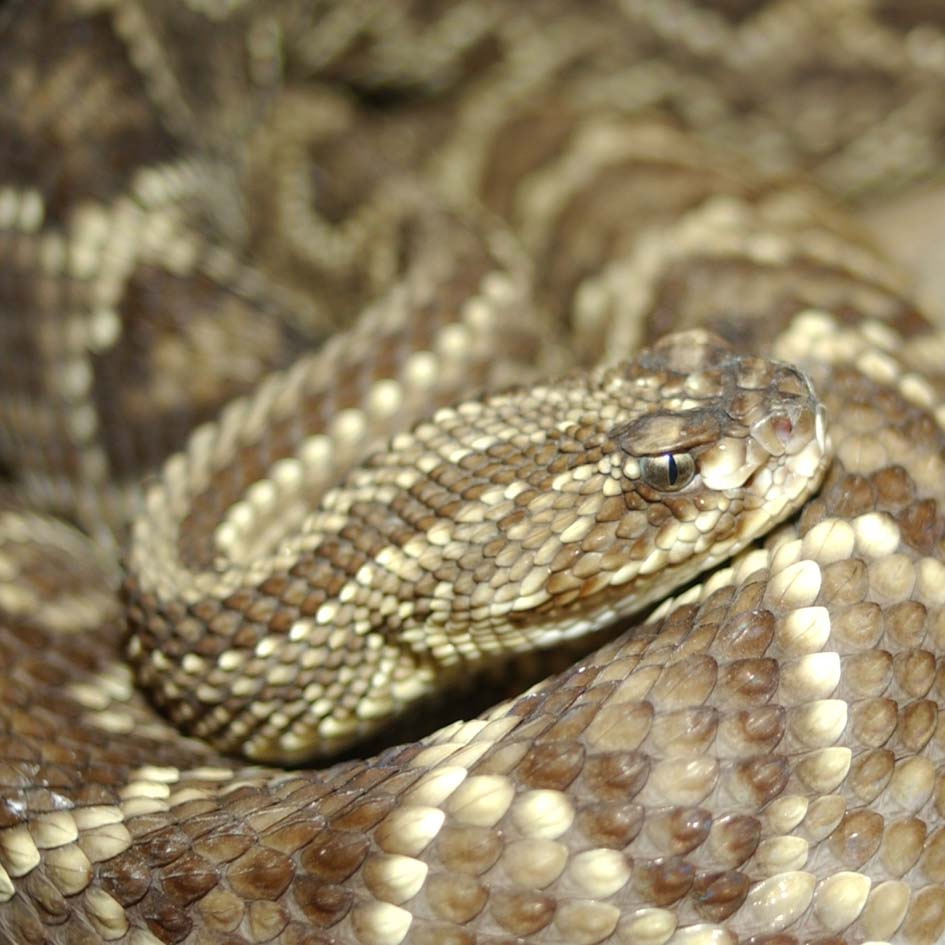
Crotalus durissus (cascavel) cujo veneno constituído por enzimas, toxinas e peptideos, cuja fração mais conhecida é a crototoxina, possui ação ação neuromuscular responsável por síndrome miastênica de êxito letal

Toxinologia é a ciência que estuda as toxinas produzidas por microorganismos, plantas e dos animais suas características, formação, função, metabolismo, efeitos nocivos e tratamento.  É uma área da toxicologia, e distingue-se desta por estudar apenas toxinas produzidas por organismos vivos.
De três em três anos a Sociedade Internacional de Toxinologia (SIT), fundada em 1962, se reúne para atualizar classificações de toxinas, seus efeitos nocivos, metabolização e divulgar e debater sobre as novas pesquisas e campanhas da área.
É importante ressaltar que todo veneno ou substancia tóxica pode ser mais ou menos nocivo a um organismo a depender da relação entre a dose e o tamanho do organismo, bem como, em relação a susceptibilidade alérgica deste associada à experiências anteriores de exposição.

## Exemplos
Entre os agentes tóxicos produzidos por animais podemos destacar: a toxina botulínica  produzida pela bactéria Clostridium botulinum, causadora do botulismo; os venenos de alguns insetos como a Lonomia obliqua (taturana ou lagarta de fogo);  abelhas tipo Apis mellifera; alguns peixes tetraodontiformes ou baiacus; algumas espécies de anuros em especial o Phyllobates terribilis, o sapo do veneno de flecha e as conhecidas e temidas serpentes.

## Utilidade
As propriedades tóxicas dos venenos animais e vegetais tem sido pesquisados não só para se desenvolver antídotos ou métodos de tratamento, mas também para se isolar os componentes ativos que possam ser utilizados como medicamentos a exemplo dos utilizados na apiterapia ou como vacina do sapo, entre outros.

## Ver também

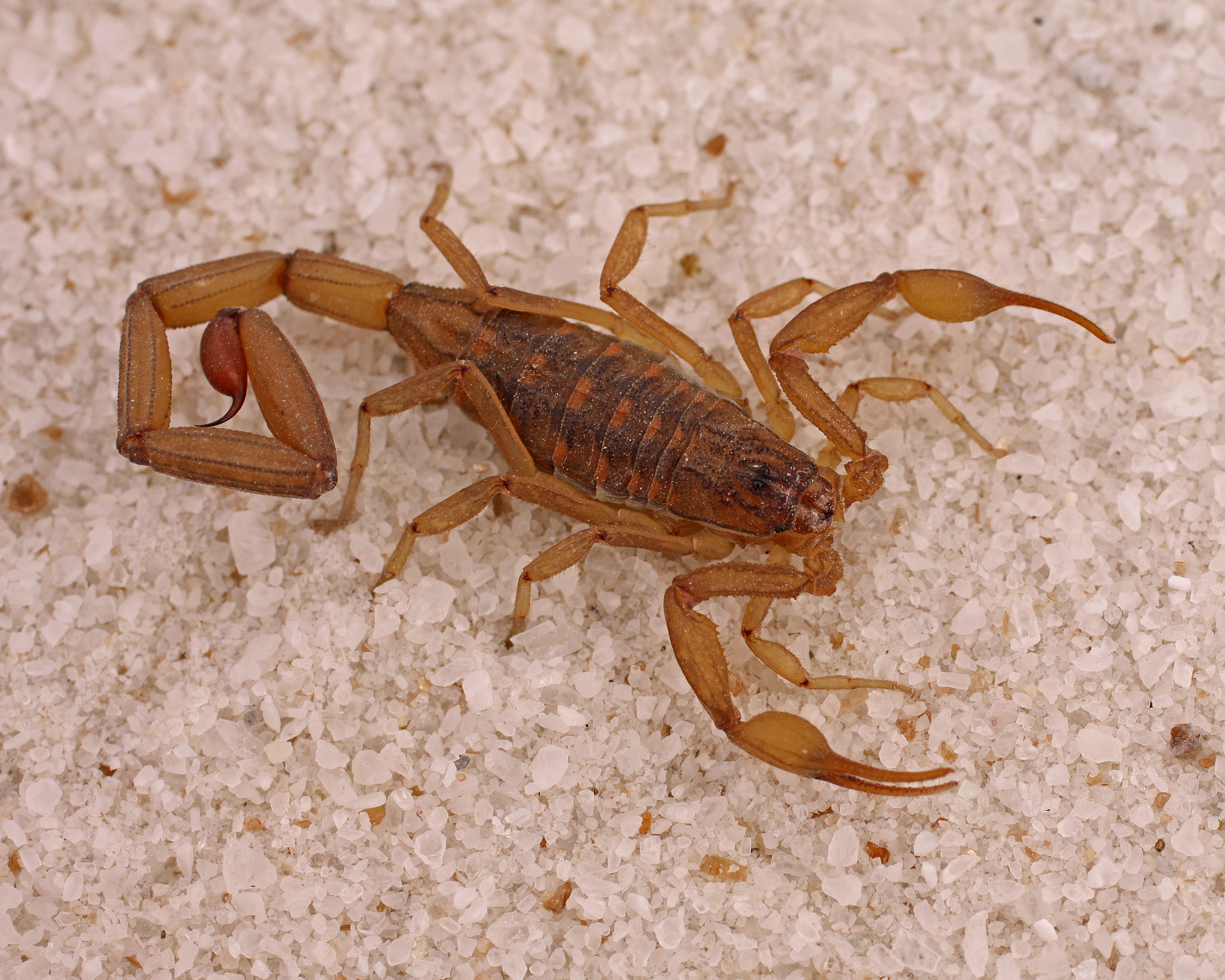
Centruroides perigoso gênero da ordem dos Scorpiones.